# Collegio di East Londonderry
East Londonderry è un collegio elettorale nordirlandese della Camera dei Comuni del Parlamento del Regno Unito. Elegge un membro del Parlamento con il sistema maggioritario a turno unico. Il rappresentante del collegio, dal 2001, è Gregory Campbell del Partito Unionista Democratico.

## Estensione
Il collegio fu creato con la revisione dei confini del 1983, che prevedette l'incremento del numero dei collegi assegnati all'Irlanda del Nord da 12 a 17, e fu in prevalenza costituito dall'ex territorio del collegio di Londonderry. Con ulteriori modifiche nel 1995, quando perse parti del distretto di Magherafelt a vantaggio del Mid Ulster), e fino alla revisione del 2008, coprì esattamente la stessa area del distretto di Coleraine e di Limavady. L'inclusione di tutta Coleraine significa che parte del collegio di East Londonderry si trova effettivamente in nella contea di Antrim.
Per le elezioni generali nel Regno Unito del 2010 il collegio di East Londonderry era costituito dalle seguenti aree di governo locale, come confermato dalla direttiva parlamentare dell'Irlanda del Nord: gli interi distretti di governo locale di Limavady e Coleraine, e Banagher e Claudy del distretto di Derry.

## Storia
Il collegio ha una maggioranza unionista, anche se in molte elezioni i nazionalisti hanno raggiunto il 35% dei voti. Il principale interesse nelle elezioni è stato il contrasto tra il Partito Unionista dell'Ulster e il Partito Unionista Democratico; UUP era normalmente davanti al DUP prima delle elezioni del 2001, quando è stato superato dal DUP.
Le elezioni del 2001 furono viste come una battaglia sull'Accordo del Venerdì Santo, con il DUP che si opponeva mentre l'UUP era a favore, anche se la situazione sembrava ironicamente invertita in East Londonderry, dove il deputato dell'UUP in carica, William Ross, era completamente contrario agli Accordi e alla sua istituzione, mentre il candidato DUP, Gregory Campbell, era ministro dell'esecutivo istituito dagli Accordi.

## Membri del parlamento
| Elezione | Elezione | Deputato               | Partito |
| -------- | -------- | ---------------------- | ------- |
|          | 1983     | William Ross           | UUP     |
|          | 2001     | Gregory Lloyd Campbell | DUP     |

## Risultati elettorali

### Elezioni negli anni 2020
| Partito                    | Partito                          | Candidato                  | Risultati 4 luglio 2024 | Risultati 4 luglio 2024 |
| Partito                    | Partito                          | Candidato                  | Voti                    | %                       |
| -------------------------- | -------------------------------- | -------------------------- | ----------------------- | ----------------------- |
|                            | DUP                              | Gregory Campbell           | 11 506                  | 27,88                   |
|                            | Sinn Féin                        | Kathleen McGurk            | 11 327                  | 27,44                   |
|                            | SDLP                             | Cara Hunter                | 5 260                   | 12,74                   |
|                            | TUV                              | Allister Kyle              | 4 363                   | 10,57                   |
|                            | Alleanza                         | Richard Stewart            | 3 734                   | 9,05                    |
|                            | UUP                              | Glen Miller                | 3 412                   | 8,27                    |
|                            | Aontù                            | Gemma Brolly               | 1 043                   | 2,53                    |
|                            | Verde                            | Jen McCahon                | 445                     | 1,08                    |
|                            | Conservatore                     | Claire Scull               | 187                     | 0,45                    |
|                            |                                  |                            |                         |                         |
| Iscritti                   | Iscritti                         | Iscritti                   | 75 707                  | 100,00                  |
| ↳ Votanti (% su iscritti)  | ↳ Votanti (% su iscritti)        | ↳ Votanti (% su iscritti)  | 41 277                  | 54,52                   |
| ↳ Astenuti (% su iscritti) | ↳ Astenuti (% su iscritti)       | ↳ Astenuti (% su iscritti) | 34 430                  | 45,48                   |
|                            |                                  |                            |                         |                         |
|                            | Esito: collegio confermato a DUP |                            |                         |                         |

### Elezioni negli anni 2010
| Partito                    | Partito                          | Candidato                  | Risultati 12 dicembre 2019 | Risultati 12 dicembre 2019 |
| Partito                    | Partito                          | Candidato                  | Voti                       | %                          |
| -------------------------- | -------------------------------- | -------------------------- | -------------------------- | -------------------------- |
|                            | DUP                              | Gregory Campbell           | 15 765                     | 40,11                      |
|                            | SDLP                             | Cara Hunter                | 6 158                      | 15,67                      |
|                            | Sinn Féin                        | Dermot Nicholl             | 6 128                      | 15,59                      |
|                            | Alleanza                         | Chris McCaw                | 5 921                      | 15,07                      |
|                            | UUP                              | Richard Holmes             | 3 599                      | 9,16                       |
|                            | Aontù                            | Seàn McNicholl             | 1 731                      | 4,40                       |
|                            |                                  |                            |                            |                            |
| Iscritti                   | Iscritti                         | Iscritti                   | 69 194                     | 100,00                     |
| ↳ Votanti (% su iscritti)  | ↳ Votanti (% su iscritti)        | ↳ Votanti (% su iscritti)  | 39 302                     | 56,80                      |
| ↳ Astenuti (% su iscritti) | ↳ Astenuti (% su iscritti)       | ↳ Astenuti (% su iscritti) | 29 892                     | 43,20                      |
|                            |                                  |                            |                            |                            |
|                            | Esito: collegio confermato a DUP |                            |                            |                            |

| Partito                    | Partito                          | Candidato                  | Risultati 8 giugno 2017 | Risultati 8 giugno 2017 |
| Partito                    | Partito                          | Candidato                  | Voti                    | %                       |
| -------------------------- | -------------------------------- | -------------------------- | ----------------------- | ----------------------- |
|                            | DUP                              | Gregory Campbell           | 19 723                  | 48,07                   |
|                            | Sinn Féin                        | Dermot Nicholl             | 10 881                  | 26,52                   |
|                            | SDLP                             | Stephanie Quigley          | 4 423                   | 10,78                   |
|                            | UUP                              | Richard Holmes             | 3 135                   | 7,64                    |
|                            | Alleanza                         | Chris McCaw                | 2 538                   | 6,19                    |
|                            | Conservatori                     | Liz St Clair-Legge         | 330                     | 0,80                    |
|                            |                                  |                            |                         |                         |
| Iscritti                   | Iscritti                         | Iscritti                   | 66 307                  | 100,00                  |
| ↳ Votanti (% su iscritti)  | ↳ Votanti (% su iscritti)        | ↳ Votanti (% su iscritti)  | 41 030                  | 61,88                   |
| ↳ Astenuti (% su iscritti) | ↳ Astenuti (% su iscritti)       | ↳ Astenuti (% su iscritti) | 25 277                  | 38,12                   |
|                            |                                  |                            |                         |                         |
|                            | Esito: collegio confermato a DUP |                            |                         |                         |

| Partito                    | Partito                          | Candidato                  | Risultati 7 maggio 2015 | Risultati 7 maggio 2015 |
| Partito                    | Partito                          | Candidato                  | Voti                    | %                       |
| -------------------------- | -------------------------------- | -------------------------- | ----------------------- | ----------------------- |
|                            | DUP                              | Gregory Campbell           | 14 663                  | 42,24                   |
|                            | Sinn Féin                        | Caoimhe Archibald          | 6 859                   | 19,76                   |
|                            | UUP                              | William McCandless         | 5 333                   | 15,36                   |
|                            | SDLP                             | Gerry Mullan               | 4 268                   | 12,29                   |
|                            | Alleanza                         | Yvonne Boyle               | 2 642                   | 7,61                    |
|                            | CISTA                            | Neil Paine                 | 527                     | 1,52                    |
|                            | Conservatori                     | Liz St Clair-Legge         | 422                     | 1,22                    |
|                            |                                  |                            |                         |                         |
| Iscritti                   | Iscritti                         | Iscritti                   | 66 866                  | 100,00                  |
| ↳ Votanti (% su iscritti)  | ↳ Votanti (% su iscritti)        | ↳ Votanti (% su iscritti)  | 34 714                  | 51,92                   |
| ↳ Astenuti (% su iscritti) | ↳ Astenuti (% su iscritti)       | ↳ Astenuti (% su iscritti) | 32 152                  | 48,08                   |
|                            |                                  |                            |                         |                         |
|                            | Esito: collegio confermato a DUP |                            |                         |                         |

| Partito                    | Partito                          | Candidato                  | Risultati 6 maggio 2010 | Risultati 6 maggio 2010 |
| Partito                    | Partito                          | Candidato                  | Voti                    | %                       |
| -------------------------- | -------------------------------- | -------------------------- | ----------------------- | ----------------------- |
|                            | DUP                              | Gregory Campbell           | 12 097                  | 34,61                   |
|                            | Sinn Féin                        | Cathal Ó hOisín            | 6 742                   | 19,29                   |
|                            | UCU-NF                           | Lesley Macaulay            | 6 218                   | 17,79                   |
|                            | SDLP                             | Thomas Conway              | 5 399                   | 15,45                   |
|                            | TUV                              | William Ross               | 2 572                   | 7,36                    |
|                            | Alleanza                         | Barney Fitzpatrick         | 1 922                   | 5,50                    |
|                            |                                  |                            |                         |                         |
| Iscritti                   | Iscritti                         | Iscritti                   | 63 200                  | 100,00                  |
| ↳ Votanti (% su iscritti)  | ↳ Votanti (% su iscritti)        | ↳ Votanti (% su iscritti)  | 34 950                  | 55,30                   |
| ↳ Astenuti (% su iscritti) | ↳ Astenuti (% su iscritti)       | ↳ Astenuti (% su iscritti) | 28 250                  | 44,70                   |
|                            |                                  |                            |                         |                         |
|                            | Esito: collegio confermato a DUP |                            |                         |                         |

## Risultati dei referendum

### Referendum sulla permanenza del Regno Unito nell'Unione europea del 2016
|                  | Collegio         | Lasciare UE % | Rimanere in UE % |
| ---------------- | ---------------- | ------------- | ---------------- |
|                  | East Londonderry | 48,00%        | 52,00%           |
| Irlanda del Nord | 44,22%           | 55,78%        |                  |
|                  | Regno Unito      | 51,89%        | 48,11%           |